# (556) Fil·lis
(556) Fil·lis és l'asteroide número 556, que es troba al cinturó d'asteroides. Fou descobert per l'astrònom Paul Götz des de l'observatori de Heidelberg (Alemanya), el 8 de gener del 1905.